# Gaubertin
Gaubertin je francouzská obec v departementu Loiret v regionu Centre-Val de Loire. V roce 2011 zde žilo 270 obyvatel.

## Sousední obce
Auxy, Barville-en-Gâtinais, Beaumont-du-Gâtinais (Seine-et-Marne), Boësses, Égry, Givraines

## Vývoj počtu obyvatel
Počet obyvatel